# Кальдерон Контрерас, Хосе Габриэль
Хосе Габриэль Кальдерон Контрерас (исп. José Gabriel Calderón Contreras; 15 июля 1919, Богота, Колумбия — 15 марта 2006, Картаго, Колумбия) — колумбийский прелат, первый епископ Картаго с 26 апреля 1962 года по 19 апреля 1995 год.

## Биография
Хосе Габриэль Кальдерон Контрерас родился 15 июля 1919 года в Боготе, Колумбия. 8 ноября 1942 года был рукоположён в священника.
18 декабря 1958 года Римский папа Иоанн XXIII назначил Хосе Габриэля Кальдерона Контрераса титулярным епископом Викторианы и вспомогательным епископом архиепархии Боготы. 6 января 1959 года состоялось рукоположение Хосе Габриэля Кальдерона Контрераса в епископа, которое совершил кардинал Паоло Джоббе в сослужении с кардиналами Антонио Саморе и Джузеппе Антонио Ферретто.
26 апреля 1962 года Римский папа Иоанн XXIII назначил Хосе Габриэля Кальдерона Контрераса епископом новообразованной епархии Картаго.
Участвовал в I, II, III и IV сессиях II Ватиканского собора.
19 апреля 1995 года Хосе Габриэль Кальдерон Контрерас вышел на пенсию. Скончался в Картаго 15 марта 2006 года.

## Источник
- Информация  (англ.)